# Вотердаун (Онтарио)
Вотердаун (енгл. Waterdown) је град у Канади који од 2001. године припада граду Хамилтону (енгл. City of Hamilton).

## Географија
Вотердаун се налази на узвишици са погледом на језеро Онтарио, а основан је као источни део Фламбороа (енгл. East Flamborough Township) поред раскршћа ауто-путева број 5 и број 6. Раскрсница је иначе позната по имену Клаписонов угао (енгл. Clappison's Corners).

## Историја
Године 1974, Вотердаун је уједињен са источним Фламбороом, западним Фламбороом и Беверлијем и формиран је град Фламборо (енгл. Town of Flamborough) у Хамилтон−Вентворт регији (енгл. Regional Municipality of Hamilton-Wentworth), а 2001. године је то прерасло у велики град Хамилтон.
У 1996. години Вотердаун је имао 11.632, а у 2001. години 14.988 становника.
Ватердовн је заједница у граду Хамилтон, Онтарио, са историјом која датира хиљадама година уназад. Ову област су првобитно насељавали домородачки народи, а докази о Абориџинима који говоре алгонкин датирају из 7.500 година пре нове ере. Нација Чононтон, позната и као Неутрална конфедерација, била је једна од најранијих познатих група које су насељавале ову област све док их нису уништиле болести које су унели француски истраживачи и мисионари.
Насеље Вотердаун је настало на земљишту додељеном Александру Мекдонелу 1796. Године 1805. власништво је пренето на Александра Брауна, који је саградио пилану на водопадима Гриндстон Крик, која је обезбедила струју за прве пионире. Област, првобитно позната као Велики водопад, била је значајно индустријско место почетком 19. века због неколико млинова смештених тамо да би искористили снагу тока воде.
Вотердаун је спојен са општинама источни Фламборо, западни Фламборо и Беверли како би се формирао град Фламборо 1974. Године 2001. Фламборо и пет других општина су спојени у град Хамилтон

## Фото галерија
| - Водоторањ - Градска библиотека - Паб „The Royal Coachman“ - Хаскијева бензинска пумпа - Црква светог апостола Томе (St.Tomas Apostle - Church) - Улица у Ватердауну - Велики водопади (Great Falls) - Велики водопади (Great Falls) - Јесен |